# Балансування на межі
Балансування на межі, також балансування над прірвою (англ. brinkmanship) — прийом переговорів (зазвичай у дипломатії, але використовується також у бізнесі), коли одна зі сторін переговорів підштовхує події до небажаної для обох сторін, часто катастрофічної, розв'язки, з розрахунком на те, що в останній момент друга сторона у цілях самозбереження поступиться, і так у підсумку вдасться уникнути катастрофи, а також отримати односторонню перевагу. У дипломатії катастрофічною розв'язкою зазвичай є війна, що й породило крилатий вислів «балансування на межі війни» для означення політики, направленої на нагнітання воєнної погрози.

## Походження назви
Винахід англійського слова англ. brinkmanship приписують Даллесу, держсекретарю США під час Холодної війни. Так, стаття у журналі «Лайф» від 16 січня 1956 року, котра вважається написаною під впливом Даллеса, містила фрази: «Необхідним умінням є здібність підійти до самого краю війни, не починаючи її. Той, хто уникає цієї грані, боїться її — програє». На думку Даллеса, успішне балансування на грані війни включало:
- закінчення Корейської війни шляхом погрози ядерного удару по Маньчжурії;
- стримування китайських комуністів через демонстрацію воєнно-морських сил;
- уникнення вторгнення комуністів у Цзіньмень шляхом прийняття у Конгресі резолюції по Тайваню.

Сам прийом набагато старший за термін. Той же термін використовується дослідниками для опису, наприклад, подій Громадянської війни у США.

## Психологія
Дослідники вважають, що загрози набувають додаткової ваги, якщо є можливість показати противнику готовність до ірраціональних дій і невідворотність загрози. Балансування на межі ілюструє гра («англ. chicken»), у якій два учасники розганяють автомобілі назустріч один одному; хто відвертає, програє. В американському фольклорі наводиться стратегія для підвищення ймовірності перемоги у такій грі: демонстративно викрутити своє кермо, поставивши противника перед вибором між катастрофою і програшем. Також ефективною є демонстрацією великих затрат, які пропадуть, якщо загроза не буде виконана.
В умовах ядерного протистояння активна підготовка до війни працює одразу у двох напрямках: як доказ готовності до ірраціональних дій і демонстрація колосальних затрат, які виявляться марними, якщо ядерної війни не буде.

## У дипломатії
Балансування на межі війни зазвичай застосовується з однією з трьох взаємопов'язаних цілей:
- запобігти виконанню суперником його зобов'язань;
- примусити поступитись;
- зганьбити суперника.

Прикладами балансування на межі війни вважають:
- Фашодський інцидент (1898)
- Танжерська криза (1905—1906)
- Боснійська криза (1908—1909)
- Ремілітаризація Рейнської області (1936)
- Блокада Західного Берліна (1948)
- Корейська війна (1950)
- Китайсько-індійська війна (1962)
- Карибська криза (1962)
- Шестиденна війна (1967)

Класичним прикладом небезпек політики балансування на межі війни служить початок Першої світової війни. Головні гравці (Німеччина, Франція, Росія) не збиралися починати війну і жодна з держав не планувала війни у масштабі всього континенту. У сторін був план досягти своїх цілей без оголошення війни, але стратегічна фривольність і неадекватне управління кризою призвели до війни.

### Дональд Трамп та Північна Корея
Північнокорейська ядерна криза 2017—2018 років була описана як демонстрація балансування на межі між президентом Сполучених Штатів Дональдом Трампом і лідером Північної Кореї Кім Чен Ином. За ядерною кризою послідував мирний процес, який дав неоднозначні результати.

## У бізнесі
Як приклади катастроф в бізнесі і відповідного балансування на грані зазвичай приводять:
- страйк — збитки від страйку зазвичай перевищують те, що компанія втратила б, поступившись робітникам. З іншої сторони, неотримана за час страйку зарплата зазвичай перевищує те, що робітники втратили б, поступившись компанії. Тим самим у разі страйків обидві сторони програють; однак, кожна зі сторін може спробувати отримати односторонню перевагу, погрожуючи страйком або локаутом;
- розрив виробничо-територіальних зв'язків. Наприклад, якщо два близько розташовані підприємства потребують одне одного для виготовлення або збуту продукції (кооперація або ситуація «постачальник — споживач комплектуючих виробів»), то руйнування зв'язку між ними буде катастрофічним для обох. З іншої сторони, погрожуючи руйнуванням зв'язків, можна отримати цінові переваги.

Аналіз балансування на грані дозволяє запропонувати неочевидні стратегії для переговорів, наприклад:
- Нерозумні і необґрунтовані вимоги часто покращують позицію під час переговорів, бо показують готовність «йти до кінця» (з іншої сторони, завжди є ризик викликати в іншої сторони емоційну і нерозумну реакцію).

## У мистецтві
Скульптор Горас Клиффорд Вестерманн створив статую англ. Brinkmanship.